# Gidar jezik
Gidar jezik (baynawa, gidder, guidar, guider, kada; ISO 639-3: gid), jezik naroda Gidar kojim govori 54 000 ljudi (1982 SIL) u kamerunskim provincijama North i Far North, i susjednim dijelovima Čada u najmanje 25 sela u departmanu Lac Léré, 11 700 (1993 popis); ukupno 65 700.
Čini posebnu jezičnu skupinu šire skupine biu-mandara. Dijalekt: lam.

## Vanjske poveznice
- Ethnologue (14th)
- Ethnologue (15th)